# The Battle Rages On...
The Battle Rages On... je čtrnácté studiové album britské rockové skupiny Deep Purple. Album vyšlo v červenci 1993. Jde o poslední studiové album, na kterém hraje zakládající člen Ritchie Blackmore. Pro následující turné ho nahradil Joe Satriani a na dalších albech skupiny hrál Steve Morse.

## Seznam skladeb
| Pořadí | Název               | Autor                           | Délka |
| ------ | ------------------- | ------------------------------- | ----- |
| 1.     | The Battle Rages On | Gillan, Blackmore, Lord, Paice  | 5:57  |
| 2.     | Lick It Up          | Gillan, Blackmore, Glover       | 4:00  |
| 3.     | Anya                | Gillan, Blackmore, Glover, Lord | 6:32  |
| 4.     | Talk About Love     | Gillan, Blackmore, Glover       | 4:08  |
| 5.     | Time to Kill        | Gillan, Blackmore, Glover       | 5:51  |
| 6.     | Ramshackle Man      | Gillan, Blackmore, Glover       | 5:34  |
| 7.     | A Twist in the Tale | Gillan, Blackmore, Glover       | 4:17  |
| 8.     | Nasty Piece of Work | Gillan, Blackmore, Glover, Lord | 4:37  |
| 9.     | Solitaire           | Gillan, Blackmore, Glover       | 4:42  |
| 10.    | One Man's Meat      | Gillan, Blackmore, Glover       | 4:39  |

## Obsazení
- Ian Gillan – zpěv
- Ritchie Blackmore – kytara
- Roger Glover – baskytara
- Jon Lord – varhany, klávesy
- Ian Paice – bicí